# 馬赫蘭·俾路支
馬赫蘭·俾路支 （1993年2月3日—）是巴基斯坦俾路支人权活动家，他反对巴基斯坦俾路支省內發生的强迫失踪、法外处决和其他侵犯人权的行为。她是俾路支省政治組織俾路支雅克傑蒂委員會（Baloch Yakjehti Committee，BYC）的領袖。她还被提名2025年诺贝尔和平奖。

## 生平
馬赫蘭是俾路支人，生於1993年。其父阿卜杜勒·加法尔·兰戈夫（Abdul Gaffar Langove）是人權活動者，長期為巴基斯坦人權發聲並譴責巴基斯坦政府侵犯人權。馬赫蘭有一個哥哥與數個姐妹。
馬赫蘭是医疗人士，她在奎达的博蘭醫學院获得了內外全科醫學士学位。

## 人權運動
2009年12月11日，她的父親在前往卡拉奇醫院途中被巴基斯坦安全部队綁架，後被釋放。馬赫蘭16歲時，她開始抗議父親被強迫失蹤的事件，迅速成為學生抵抗運動的重要人物。2011年7月，她的父親再次被綁架後身亡，遺體上有遭受酷刑的跡象。
2017年12月，她的哥哥也曾被綁架，後被釋放。自此之後，她成為俾路支抵抗運動的領軍人物之一，抗議政府在俾路支省開採自然資源的行為。2020年，她領導一群學生抗議政府取消博蘭醫學院保障偏遠地區學生的配額制度。在激烈的行動與絕食抗議後，政府撤回擬議的政策。
馬赫蘭的行動獲得了國際知名人物的支持，其中包括氣候行動家格蕾塔·童貝里，她在推文中表示聲援：「全球的氣候正義行動者支持馬赫蘭及其他因揭露俾路支人權侵害而被伊斯蘭瑪巴德警察拘留、凌虐與騷擾的和平抗議者。」這場支持聲浪出現在從土爾巴特至伊斯蘭瑪巴德的長征期間，當時俾路支女性面對國家力量的迫害。諾貝爾和平獎得主马拉拉·优素福扎伊也表達支持，表示：「我支持那些要求對強迫失蹤負責的俾路支姊妹。和平抗議是她們的權利，她們的聲音必須被聽見。」
馬赫蘭是俾路支雅克傑蒂委員會的領導者。2024年7月28日，她参加在瓜达尔举行的俾路支民族集会 (Baloch Raji Muchi)，团结俾路支人並反对俾路支人受到的虐待。

## 近年活動

### 俾路支长征
俾路支長征由馬赫蘭及俾路支雅克傑蒂委員會的女性運動者發起的抗議運動。參與者從土爾巴特出發，徒步前往伊斯蘭堡，抗議俾路支省的人權侵害與強迫失蹤案件。根據委員會的說法，抗議者曾遭伊斯蘭堡警方拘留。後續部分人士獲准保釋而被

### 次世代百大人物和旅行禁令
2024年10月，《時代雜誌》評選馬赫蘭為當年次世代百大人物之一，表彰她在反抗國家壓迫、反對強迫失蹤與捍衛俾路支人權方面展現出的非凡勇氣。然而，她卻被禁止前往紐約參加頒獎活動，並在真纳国际机场遭到騷擾。她與薩米·俾路支返家途中，遭到聯邦調查局（FIA）官員騷擾，對方沒收了她的護照與手機，甚至企圖綁架她。
根據其律師說法，她的名字在獲得國際關注後數日，被悄悄列入巴基斯坦的「國家身分名單」（Pakistan National Identity List, PNIL）。該名單專門針對涉嫌涉及恐怖主義、洗錢與詐欺等犯罪活動者。
此舉引發國內外關注。巴基斯坦人權委員會呼籲當局保障巴洛奇的迁徙自由。聯合國人權捍衛者特別報告員瑪麗·勞勒也表達深切關切，指出收到有關騷擾、恐嚇與虐待的報告。

#### 政治騷擾與恐嚇
2024年10月11日，即她遭禁出境數日後，一名地方商人在卡拉奇凱達巴德以反恐法對馬赫蘭提出指控，聲稱她在當地煽動暴力。然而，當地官員無法確認她或其同伴有任何違法行為。
巴洛奇駁斥這些指控為捏造，並指出此案是國家對她持續行動的不安所導致的報復。她表示，這類報案是為了恐嚇與壓制參與集體抗爭的公民。

## 逮捕
2025年3月22日，馬赫蘭在奎达參加靜坐抗議行動時被突襲逮捕。俾路支省政府指控她與俾路支雅克傑蒂委員會其他成員策劃攻擊奎達醫院（Quetta Civil Hospital）並煽動暴力。同日，奎達爆發激烈抗議行動，BYC要求交還在火車劫持事件後軍事行動中遭擊斃者的遺體。根據警方報告，抗議者闖入奎達民政醫院，強行取走武裝份子的遺體。此次逮捕發生於當局大規模打壓俾路支雅克傑蒂委員會針對強迫失蹤案所發起的抗議中。

### 國際譴責
此事引發全球人權組織與知名人士的強烈譴責，包括諾貝爾和平獎得主瑪拉拉與聯合國人權捍衛者特別報告員（UN Special Rapporteur on Human Rights Defenders），他們皆呼籲立即釋放馬赫蘭。
2025年3月26日，一群獨立聯合國人權專家發表聲明，深切關切馬赫蘭遭到拘留。他們批評巴基斯坦政府涉嫌任意拘禁、強迫失蹤與對和平示威者過度使用武力，呼籲當局立即釋放馬赫蘭與其他被捕人士，並要求停止濫用反恐措施打壓人權行動者，同時說明被強迫失蹤者的下落。

### 监禁期间的虐待
2025年3月23日，馬赫蘭被拘留於胡達區監獄（Hudda District Prison），其家人與律師形容其遭遇「苛刻且非法」。據其姊娜蒂亞·俾路支（Nadia Baloch）表示，她在一次短暫探視中發現馬赫蘭虛弱且壓力極大，且當局拒絕她與律師會面，也不允許家人送餐。她據報被單獨關押，且未被告知任何正式指控內容。
其律師伊姆蘭·俾路支（Imran Baloch）表示，政府針對她的行動升級，是因她被《時代雜誌》列入「次世代百大人物」（TIME100 Next）以及獲提名2025年諾貝爾和平獎所引起的政治壓力。 

## 爭議
2024年2月，巴基斯坦政府發言人阿奎爾·馬利克對BYC表達關切，認為該組織的抗議與示威行動已超越人權倡議，帶有可能被視為挑戰國家權威的論述。他亦暗示，外國勢力可能對其行動產生影響。批評者進一步主張，BYC實為俾路支解放軍等激進組織的幌子。
馬赫蘭被捕後，當局將她與奎達的抗議活動聯繫起來。這些抗議活動中，示威者與安全部隊發生衝突。官員聲稱，原本針對強迫失蹤事件的抗議升級為暴力事件，並出現被認為反國家的口號與行動。然而，人權組織與其支持者駁斥這些指控，強調抗議行動始終保持和平，並主張馬赫蘭遭到不公指控。巴基斯坦政府視她的行動為對國家團結的潛在挑戰，而其擁護者則認為她揭示了俾路支省的人道議題。雙方敘事分歧突顯該地區面臨的更廣泛緊張局勢。
2024年8月，軍方公共關係總部總幹事在記者會上指控馬赫蘭領導的俾路支雅克傑蒂委員會誹謗執法機關在對抗恐怖主義、犯罪組織和勒索份子上的努力，並企圖抹黑俾路支地區的發展。
此外，批評者亦指出馬赫蘭對俾路支解放軍與俾路支解放陣線在俾路支省發動的恐怖攻擊保持沉默。2025年5月23日，公共關係總部總幹事在記者會上更直接將巴洛奇稱為「恐怖分子的代理人」（terrorist-proxy）。
對此，巴基斯坦人民黨人權委員會主席法爾哈圖拉·巴伯（Farhatullah Babar）警告，不應在缺乏證據與審判的情況下，將馬赫蘭或其支持者冠以恐怖分子之名。馬赫蘭則回應稱，公共關係總部的指控毫無根據。

## 榮譽和提名
2024年12月，馬赫蘭列入BBC巾帼百名名单。 時代雜誌将馬赫蘭列入次世代百大人物（TIME100 Next）榜单。
2025年3月，馬赫蘭稱她已被提名2025年诺贝尔和平奖。 

## 外部連結
- 馬赫蘭·俾路支的X（前Twitter）
- 馬赫蘭·俾路支的Instagram帳戶
- 德国之声的紀錄片